# Dorothy Davenport
Dorothy Davenport (Boston, Massachusetts; 13 de marzo de 1895 – Woodland Hills, California; 12 de octubre de 1977) fue una actriz, guionista, directora y productora cinematográfica estadounidense, cuya trayectoria principal tuvo lugar en la época del cine mudo, en los Biograph Studios bajo la dirección de D.W. Griffith.

## Primeros años
Nacida en Boston, Massachusetts, la familia de Davenport era bien conocida en el ambiente teatral. Su tía, Fanny Davenport, era considerada una de las grandes actrices de la época. Su padre, Harry Davenport, fue una estrella teatral del circuito de Broadway. 
Con estos antecedentes familiares, en su adolescencia pudo empezar a interpretar pequeños papeles en la incipiente industria cinematográfica. Así, a los 17 años de edad ya era una estrella de Universal Studios. Davenport era una experta amazona, y llevaba a cabo muchas de sus propias escenas peligrosas. Trabajando con Universal conoció al joven actor Wallace Reid, con el cual se casó el 13 de octubre de 1913. 
Davenport y Reid trabajaron juntos a razón de dos filmes semanales en el año siguiente, en los cuales Reid dirigía y actuaba. Cuando Reid dejó Universal, Davenport dejó el cine, aunque volvió en 1916 para interpretar un pequeño número de cintas.

## Carrera posterior y muerte de su marido
Mientras rodaba en Oregón The Valley of the Giants (1919), Wallace Reid fue herido en un accidente de tren. Como remedio de sus secuelas dolorosas, los médicos del estudio le administraron grandes dosis de morfina, lo cual le convirtió en un adicto. En los siguientes años la salud de Reid empeoró, falleciendo a causa de la adicción en 1923. Tras la muerte de Reid, Davenport y Thomas Harper Ince coprodujeron el film Human Wreckage (1923), con James Kirkwood, Sr., Bessie Love y Lucille Ricksen, una cinta en la que se trataba el peligro de la dependencia a los narcóticos. Tras ello no volvió a la pantalla hasta dirigir y actuar en The Red Kimono (1925). Posteriormente dirigiría Linda (1929), Sucker Money (1933), Road to Ruin (1934), y The Woman Condemned (1934). Entre sus últimos créditos figuran su trabajo como guionista de Footsteps in the Fog (1955), y directora de diálogos de The First Traveling Saleslady (1956), película interpretada por Ginger Rogers. 
Davenport y su marido tuvieron dos hijos. Tras la muerte de Reid, ella no volvió a casarse. Dorothy Davenport falleció en 1977 en el Motion Picture & Television Country House and Hospital de Woodland Hills (Los Ángeles), California. Fue enterrada junto a su marido, en el Cementerio Forest Lawn Memorial Park de Glendale (California).